# La Califfa
La Califfa – włoski dramat filmowy z 1970 roku w reżyserii Alberta Bevilacqua. Obraz startował w konkursie głównym na 24. MFF w Cannes.

## Obsada
- Romy Schneider – Irene Corsini, "La Califfa"
- Ugo Tognazzi – Annibale Doberdò
- Massimo Farinelli – Giampiero Doberdò
- Marina Berti – Clementine Doberdò
- Guido Alberti – ksiądz
- Roberto Bisacco – Bisacco
- Gigi Ballista – główny przedsiębiorca
- Massimo Serato – przedsiębiorca-nieudacznik
- Eva Brun – żona nieudacznika
- Luigi Casellato – komisarz policji
- Ernesto Colli – robotnik
- Franco Ressel – przedsiębiorca
- Enzo Fiermonte – związkowiec

## Produkcja
Zdjęcia kręcono w Parmie, Spoleto, Terni, Colleferro i w rzymskiej dzielnicy Cesano.